# Fondue vigneronne
Pour les articles homonymes, voir Fondue.
La fondue vigneronne est une fondue où viande, fruits de mer et légumes sont trempés dans du vin blanc bouillant pour y être cuits avant d'être dégustés.

## Ingrédients
Outre le vin blanc, ce mets nécessite du bouillon de volaille et des épices (cannelle, graines de coriandre, piments oiseaux, sel au céleri et d'ail, poivre blanc et noir),. À la viande rouge peuvent être adjoints des fruits de mer et des légumes (carotte, poireau, céleri, oignon), ainsi que des jaunes d'œuf et du persil pour clore ce mets.

## Préparation
Les épices sont placées dans un sachet de gaze fermé et plongées dans le bouillon et le vin, qui sont portés à ébullition,. La viande, les légumes et les fruits de mer sont présentés sur des plats de service avec les sauces à fondue dans des raviers et le mélange des sels dans un petit ramequin,. Lorsque tout est consommé, il est de coutume de mettre dans un bol, pour chaque convive, un jaune d'œuf parsemé de persil sur lequel est versé du vin bouillant.

## Accord mets/vin
En accompagnement, il peut être proposé des vins blancs d'Alsace tel que le sylvaner, le pinot blanc, le gewurtztraminer, ou un vin du Jura comme l'arbois. Pour les amateurs de rouge, un vin de Bourgogne, tel que le pommard.